# Antemus chinjiensis
Antemus chinjiensis és un rosegador fòssil de la subfamília dels murins. És conegut del Miocè mitjà del Pakistan. És l'única espècie reconeguda del gènere Antemus i el fòssil de murí més antic conegut. Antemus és considerat el predecessor directe de Progonomys i indirecte de tots els murins vivents. El gènere mateix ve probablement de Potwarmus, que es pensa que pertany als miocricetodontins. Aquesta espècie fou descrita a partir de quatre dents molars aïllades de Chinji (d'on ve el seu nom específic), a la província del Panjab (Pakistan).